# Лукьянченко, Григорий Сергеевич
Григорий Сергеевич Лукьянченко (5 января 1902 - 12 июня 1967). — советский военный деятель, генерал-лейтенант (02.11.1944).

## Биография
Родился 5 января 1902 года в Ейске. Член КПСС.
С 1920 года — на военной службе, общественной и политической работе. В 1920—1956 — участник Гражданской войны, на штабных должностях в Рабоче-крестьянской Красной Армии, участник боёв на Халхин-Голе, участник Великой Отечественной войны, начальник штаба ряда подразделений, начальник штаба 27-й армии, начальник штаба 47-й армии, заместитель начальника штаба Советской военной администрации в Германии.
14 ноября 1946 года награждён чехословацким орденом Белого льва II степени.

Могила Лукьянченко на Востряковском кладбище Москвы.

Умер в Москве 12 июня 1967 года.